# Boer
Boer (tiếng Anh:  /ˈboʊ.ər/, /bɔːr/ or /bʊər/; tiếng Afrikaans: [buːr]) là từ tiếng Hà Lan và tiếng Afrikaans nghĩa là "nông dân". Ở Nam Phi, nó được sử dụng để biểu thị các hậu duệ của những người định cư gốc Hà Lan ở vùng ngoại đông Cape ở Nam Phi vào thế kỷ 18. Trong một thời gian dài Công ty Đông Ấn Hà Lan đã kiểm soát khu vực này, nhưng cuối cùng nó đã bị Vương quốc Anh chiếm giữ và được đưa vào Đế quốc Anh.

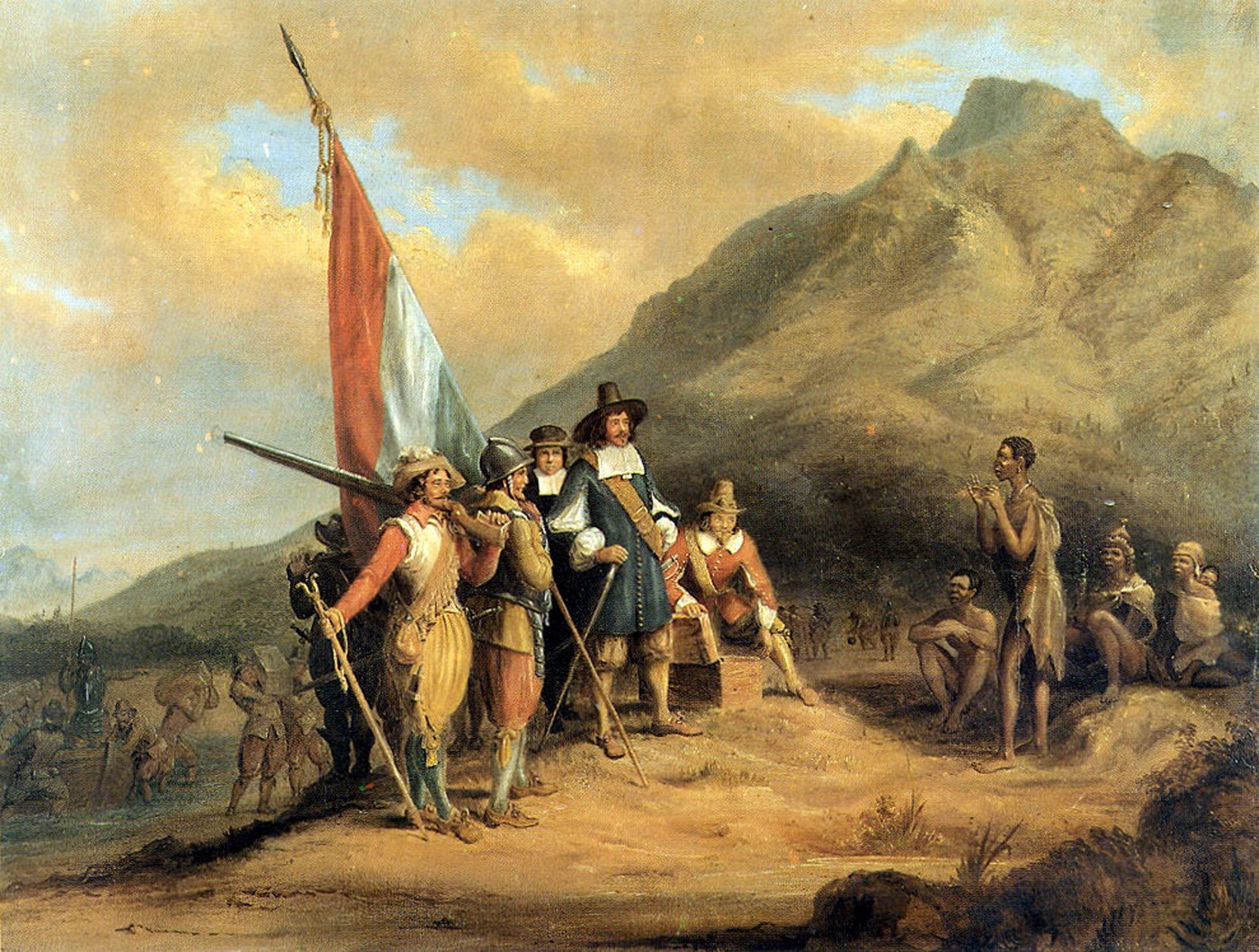
Tranh của một ghi chépvề sự xuất hiện của Jan van Riebeeck, bởi Charles Bell

Ngoài ra, thuật ngữ này cũng được áp dụng cho những người rời khỏi thuộc địa Cape trong suốt thế kỷ 19 để định cư tại Nhà nước Tự do Orange và Transvaal (mà cùng nhau có tên Cộng hòa Boer), và ở mức độ nhỏ hơn Natal. Họ đã rời Cape để thoát khỏi sự cai trị của Anh và thoát khỏi các cuộc chiến tranh biên giới liên miên giữa chính quyền đế quốc Anh và các dân tộc bản xứ ở biên giới phía đông.

## Lịch sử